# Megan Barker
Megan Elizabeth Barker (Cardiff (Wales), 15 augustus 1997) is een Britse wielrenster. Zij is actief op de baan en op de weg.

## Carrière
In 2019 reed ze voor de wielerploeg Drops Cycling Team en vanaf 2020 drie jaar voor Cams-Tifosi. Barker won in 2019 samen met Jessica Roberts de koppelkoers op de Europese Spelen in Minsk.
In 2023 won ze een gouden medaille op het wereldkampioenschap baanwielrennen op het onderdeel ploegenachtervolging. Ze reed deze samen met Katie Archibald, Elinor Barker, Josie Knight en Anna Morris.
De oudere zus van Megan Barker, Elinor Barker is ook wielrenster.

## Palmares
| Jaar        | BK            | EK                                          | WK                   | Overig                                                |
| Als junior  | Als junior    | Als junior                                  | Als junior           | Als junior                                            |
| ----------- | ------------- | ------------------------------------------- | -------------------- | ----------------------------------------------------- |
| 2014        |               | ploegenachtervolging                        |                      |                                                       |
| Als belofte |               |                                             |                      |                                                       |
| 2018        |               | koppelkoers · ploegenachtervolging · omnium |                      |                                                       |
| Als elite   |               |                                             |                      |                                                       |
| 2016        | koppelkoers   |                                             |                      |                                                       |
| 2017        |               |                                             |                      |                                                       |
| 2018        |               |                                             |                      |                                                       |
| 2019        | puntenkoers   |                                             |                      | Europese Spelen: · koppelkoers · ploegenachtervolging |
| 2020        | achtervolging |                                             |                      |                                                       |
| 2021        |               |                                             | ploegenachtervolging |                                                       |
| 2022        |               |                                             | ploegenachtervolging |                                                       |
| 2023        |               |                                             | ploegenachtervolging |                                                       |
| 2024        |               | ploegenachtervolging                        | ploegenachtervolging |                                                       |

Anderson · E. Barker · M. Barker · Christian · Dickinson · Holden · Lloyd · Lowden · Parkinson · Payton · Redmond · Shaw